# Nasser Al-Shimli
Nasser Ali Al-Shimli (15 de fevereiro de 1989) é um futebolista profissional omani que atua como defensor.

## Carreira
Nasser Al-Shimli representou a Seleção Omani de Futebol na Copa da Ásia de 2015.